# Meridiano de El Hierro

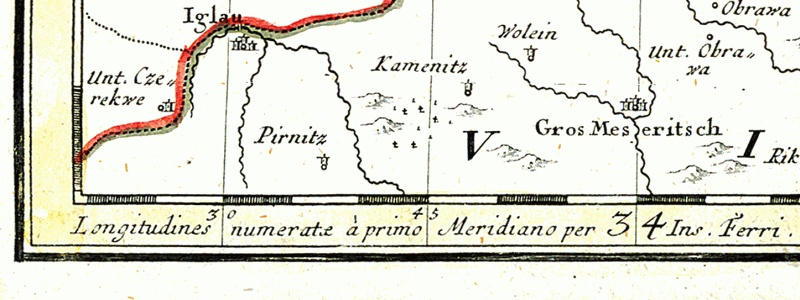
Detalle de un mapa de Silesia de 1746, con una inscripción en latín: Longitudines numeratæ à primo Meridiano per Ins (ulam) Ferri (Longitudes contadas desde el primer meridiano en la Isla del Hierro)

El meridiano de El Hierro fue uno de los primeros meridianos más extendidos hasta 1884. Este meridiano tomó su nombre de la isla de El Hierro (o Ferro), la más occidental de las islas Canarias y a la vez la parte más extrema del Viejo Mundo.
Ya en la antigüedad, la isla del Hierro era considerada la última franja de tierra del mundo occidental. El geógrafo griego Ptolomeo definió el meridiano de la isla del Hierro como meridiano cero en el siglo II.
Al meridiano de la isla del Hierro se unieron a lo largo de los siglos otros primeros meridianos, hasta que en julio de 1634 el gobierno francés decretó, tras una conferencia de eminentes astrónomos y matemáticos convocada por el cardenal Richelieu, que el meridiano de referencia para todos los mapas geográficos era el de Ferro, definido como una línea tangente a la isla cerca de su extremo occidental (la punta de la Orchilla, a 17° 39′ 46″ de Greenwich), es decir, exactamente 20° al oeste del meridiano de París.
A partir de ese momento, el meridiano de la isla de El Hierro fue tomado como sistema de referencia para la elaboración de mapas geográficos terrestres y náuticos y experimentó una considerable difusión a nivel mundial. En 1724 el astrónomo Louis Feuillée, enviado a la isla para determinar la diferencia exacta de longitud entre el cabo de Orchilla y el observatorio de París, descubrió sin embargo que el meridiano de la isla de El Hierro discurre exactamente a 20°23′ 9″ al oeste de la capital francesa, pero la definición oficial del meridiano siguió siendo la de "20° oeste de París".
Para 1884 el meridiano de la isla de Hierro ya no era el primer meridiano más extendido, habiendo sido superado por el de París y sobre todo por el meridiano de Greenwich, pero todavía usado en Alemania y el Imperio austrohúngaro. Cuando, a consecuencia de la Conferencia Internacional del Meridiano, el meridiano de Greenwich se convirtió en estándar oficial de la cartografía mundial, el meridiano de la isla de El Hierro, acusado de impreciso (no había ningún observatorio en la isla canaria) y francocentrista (siendo reportado precisamente en París), comenzó a caer en desuso, teniendo que pasar varias décadas hasta que los mapas geográficos se adaptaron al estándar de Greenwich.